# Magazin Erwachsenenbildung.at
Das "Magazin erwachsenenbildung.at – Das Fachmedium für Forschung, Praxis und Diskurs" ist ein österreichisches Onlinemagazin für Erwachsenenbildung und Weiterbildung.

## Geschichte und Hintergrund
Nach Einstellung der Zeitschrift "Erwachsenenbildung in Österreich" 1995 gab es über ein Jahrzehnt kein unabhängiges Fachmedium für Erwachsenenbildung in Österreich. Mit der Gründung des online erscheinenden "Magazin erwachsenenbildung.at" wurde dieser Zustand 2007 beendet und ein zeitgemäßes Fachmedium für Forschung, Praxis und Diskurs ins Leben gerufen. Das Magazin Erwachsenenbildung.at war 2007–2014 Teil der im sogenannten „Kooperativen System der Erwachsenenbildung Österreich“ geförderten Projekte und wurde aus Mitteln des Europäischen Sozialfonds (ESF) und des Bundesministeriums für Unterricht, Kunst und Kultur (BMUKK) finanziert. Seit Anfang 2014 wird es ausschließlich national, durch das Bundesministerium für Bildung, Wissenschaft und Forschung (BMBWF), vormals BMBF und BMUKK finanziert. Die Herausgeberschaft teilen sich das BMBWF und das österreichische Bundesinstitut für Erwachsenenbildung (bifeb). Die Online-Redaktion ist beim Verein CONEDU angesiedelt.
Seit Ausgabe 17, die 2012 erschienen ist, wird auf dem Cover zusätzlich auch die Abkürzung Meb für den Namen des Magazins verwendet.

## Charakter
Das Magazin erwachsenenbildung.at veröffentlicht Beiträge von Autoren und Autorinnen aus Wissenschaft und Praxis und richtet sich an Leser und Leserinnen, die in der Erwachsenenbildung, Weiterbildung und im Bereich Lebenslangen Lernens tätig sind. Beispiel: In der Doppelausgabe 35/36, die im Januar 2019 veröffentlicht wurde, ergründeten 30 Autoren und Autorinnen aus Österreich und Deutschland die örtlichen und räumlichen Dimensionen von Lernen und Erwachsenenbildung mit Praxisbeispielen, Theoriebeiträgen und Rezensionen. Die Beiträge erscheinen auf Deutsch, zunehmend auch in Englisch. Für alle Beiträge sind englischsprachige Abstracts verfügbar.
Ziel der Redaktion ist es laut Medienlinie, den Diskurs zwischen Forschung, Praxis und Bildungspolitik anzuregen, den Wissenstransfer zu fördern und der österreichischen Erwachsenenbildung ein qualitatives und institutionell unabhängiges Medium zur Verfügung zu stellen. Dazu erscheint dreimal im Jahr eine Ausgabe online, die durchschnittlich 140 Seiten im PDF-Format umfasst. Das Magazin ist kostenlos online zugänglich oder als Printexemplar zum Selbstkostenpreis im Buchhandel. Druck und Vertrieb der Druckversion erfolgen über den Verlag Books on Demand.

## Verfahren und Lizenzierung
Dem Call for papers folgend wird jedes eingereichte Manuskript von einer Fachredaktion nach inhaltlichen und formalen Kriterien in einem Peer-Review-Verfahren beurteilt. Die sechsköpfige Fachredaktion setzt sich aus Vertretern der Erwachsenenbildung, der Bildungsforschung und des Bildungsjournalismus zusammen. Online-Redaktion, Lektoren und Autoren wiederum arbeiten intensiv zusammen. Wenn nicht anders angegeben, erscheinen die Artikel des "Magazin erwachsenenbildung.at" unter der Creative-Commons-Lizenz.
Von Februar 2007 bis Februar 2022 wurden 45 Ausgaben (davon drei Doppelausgaben) veröffentlicht. Alle Ausgaben stehen als Link dauerhaft kostenlos online zur Ansicht und zum Download zur Verfügung.